# Viktor Knorre
Viktor Karlovich Knorre (em russo:  Виктор Карлович Кнорре; 4 de outubro de 1840 - 25 de agosto de 1919) foi um astrônomo russo de origem étnica alemã. Trabalhou em Nikolaev, Pulkovo e Berlim, sendo mais conhecido por ter descoberto 158 Koronis e três outros asteroides. O pai de Knorre, Karl Friedrich Knorre, e seu avô, Ernst Christoph Friedrich Knorre, também foram astrônomos proeminentes. Recentemente a NASA nomeou um asteroide em honra das três gerações de astrônomos Knorre.

## Início de vida e família
Viktor Karlovich Knorre nasceu em Mykolaiv, Império russo, (hoje sul da Ucrânia) como quinto de quinze filhos de Karl Friedrich Knorre, ele nasceu numa família de três gerações de astrônomos. Seu avô, Ernst Friedrich Knorre (1759-1810), se mudou para Dorpat na Alemanha (agora Tartu, Estónia), onde trabalhou (1803-1810) como Observator para o observatório Dorpat (inaugurado em 1802) e professor de Matemática na Universidade de Tartu. O pai de Viktor Knorre, Karl Friedrich Knorre (1801-1883), configurar e foi diretor do Observatório Astronômico de Nikolayev, a partir de 1827.
Voktor mudou-se para Berlim em 1862 para estudar astronomia com Wilhelm Julius Förster. Trabalhou no Observatório de Pulkovo, em 1867, como uma calculador astronômico e depois no Observatório de Berlim, onde seu pai se mudou por volta de 1871.

## Astrônomo
A partir de 1873, ele foi observador no Observatório de Berlim. Knorre descobriu quatro asteroides. Ele não ensinou os alunos na Universidade de Berlim, em vez disso, ele deu introduções para o uso dos telescópios do Observatório. Em 1892 foi nomeado professor de Astronomia. Knorre teve um interesse na melhoria do equipamento astronômico, e publicou trabalhos sobre uma montagem equatorial melhor do telescópio, conhecido como montagem "Knorre & Heele".
| Asteroides descobertos 4 | Asteroides descobertos 4 |
| ------------------------ | ------------------------ |
| 158 Koronis              | 4 de janeiro de 1876     |
| 215 Oenone               | 7 de abril de 1880       |
| 238 Hypatia              | 1 de julho de 1884       |
| 271 Penthesilea          | 13 de outubro de 1887    |

## Mestre em xadrez
Knorre também era conhecido como um forte jogador de xadrez, jogando entre outros contra Adolf Anderssen, Gustav Neumann e Johannes Zukertort. Ele participou de vários torneios de xadrez durante a década de 1860.
Na Defesa dos Dois Cavalos a variação Knorre (código ECO C59) é nomeado após ele. Segue-se a principal linha da defesa para os primeiros 10 movimentos e é caracterizado pelos movimentos 10. Ce5 Bd6 11. d4 Dc7 12. Bd2. A variação Knorre da defesa na Abertura Ruy López, caracterizado pelo movimento de 6. Cc3, também é nomeado após Knorre.